# Дофтяна (комуна)
Дофтяна (рум. Dofteana) — комуна у повіті Бакеу в Румунії. До складу комуни входять такі села (дані про населення за 2002 рік):
- Богата (874 особи)
- Дофтяна (3013 осіб)
- Кукуєць (2468 осіб)
- Ларга (1374 особи)
- Сяка (505 осіб)
- Хегіак (1502 особи)
- Штефан-Воде (1192 особи)

Комуна розташована на відстані 212 км на північ від Бухареста, 41 км на південний захід від Бакеу, 123 км на південний захід від Ясс, 102 км на північний схід від Брашова.

## Населення
За даними перепису населення 2002 року у комуні проживали 10 928 осіб.
Національний склад населення комуни:
| Національність | Кількість осіб | Відсоток |
| -------------- | -------------- | -------- |
| румуни         | 10917          | 99,9%    |
| угорці         | 9              | 0,1%     |
| цигани         | 2              | < 0,1%   |

Рідною мовою назвали:
| Мова      | Кількість осіб | Відсоток |
| --------- | -------------- | -------- |
| румунську | 10921          | 99,9%    |
| угорську  | 7              | 0,1%     |

Склад населення комуни за віросповіданням:
| Релігія            | Кількість осіб | Відсоток |
| ------------------ | -------------- | -------- |
| православні        | 9292           | 85,0%    |
| римо-католики      | 1153           | 10,6%    |
| п'ятдесятники      | 473            | 4,3%     |
| не релігійні       | 4              | < 0,1%   |
| адвентисти         | 2              | < 0,1%   |
| юдеї               | 2              | < 0,1%   |
| баптисти           | 1              | < 0,1%   |
| не вказали релігію | 1              | < 0,1%   |